# Fiamme Oro Rugby 2019-2020

## TOP12 2019-20

### Stagione regolare
| Incontro                   | Andata | Ritorno   |
| -------------------------- | ------ | --------- |
| Fiamme Oro — San Donà      | 26-19  | 31-24     |
| Rovigo — Fiamme Oro        | 15-14  | annullata |
| Fiamme Oro — S.S. Lazio    | 34-22  | annullata |
| I Medicei — Fiamme Oro     | 9-41   | annullata |
| Fiamme Oro — Viadana       | 31-27  | annullata |
| Petrarca — Fiamme Oro      | 24-0   | annullata |
| Fiamme Oro — Lyons         | 36-35  | annullata |
| Mogliano — Fiamme Oro      | 16-23  | annullata |
| Fiamme Oro — Reggio Emilia | 30-30  | annullata |
| Fiamme Oro — Colorno       | 42-10  | annullata |
| Calvisano — Fiamme Oro     | 33-32  | annullata |

#### Risultati della stagione regolare
| Posizione | G  | V | N | P | PF  | PS  | DP  | B  | Pt |
| --------- | -- | - | - | - | --- | --- | --- | -- | -- |
| 4ª        | 12 | 8 | 1 | 3 | 329 | 247 | +82 | 10 | 44 |

## Coppa Italia 2019-20

### Prima fase
| Incontro                | Andata | Ritorno |
| ----------------------- | ------ | ------- |
| S.S. Lazio — Fiamme Oro | 21-27  | 15-28   |

### Fase finale
| Turno | Incontro              | Andata | Ritorno |
| ----- | --------------------- | ------ | ------- |
| SF    | Petrarca — Fiamme Oro | 34-20  | 18-12   |

## Convocazioni internazionali
- Michelangelo Biondelli -  Italia